# Morita Shingo (2001)
Morita Shingo (sinh ngày 9 tháng 7 năm 2001) là một cầu thủ bóng đá người Nhật Bản.

## Sự nghiệp câu lạc bộ
Morita Shingo hiện đang chơi cho FC Tokyo.